# Naturkundemuseum Belgrad
Das Naturkundemuseum Belgrad (serb. Prirodnjački muzej Beograd) ist ein staatliches serbisches Naturkundemuseum in Belgrad, das zudem eine Forschungs- und Bildungseinrichtung für Bio- und Geowissenschaften (Fachgebiete: Zoologie, Botanik, Geologie und Paläontologie, samt abgeleiteten Disziplinen wie der Ökologie) umfasst. Das 1895 gegründete Museum untersteht dem serbischen Bildungs-, Forschungs- und Umweltministerium. Es hat unter anderen Sammlung zur Mineralogie, Petrologie, Weichtiere, Insekten, Vögel, Säugetiere wie das Generalherbarium der Balkanhalbinsel mit Schwerpunkten der etwa 1.500.000 Exponate aus dem ehemaligen Jugoslawien, Bulgarien, Griechenland und Albaniens. Das Museum hat keinen ständigen öffentlichen Schauraum, jedoch ist eine kleinere Galerie auf dem Kleinen Kalemegdan für die Bedürfnisse von Ausstellungen vorhanden. ⊙
Am Hauptstandort des Museums in Belgrad befindet sich in der Njegoševa ulica 51 ⊙, im Stadtteil Vračar unweit von Slavija und der Kathedrale des Hl. Sava. Das Naturkundemuseum gibt einmal jährlich seit 1958 den „Bulletin of the Natural History Museum in Belgrade“ heraus.
Von besonderer medialer Wirkung waren die in den letzten Jahren gemachten spektakulären Funde von Mammuts in Löss Serien im Tagebau bei Kostolac. Ein „Vika“ genanntes nahezu unversehrte Skelett eines Südelefanten (Mammuthus meridionalis) wurde an Ort und Stelle der Ausgrabung mit einem Pavilion überdacht und ist als Ausstellungsfläche konserviert worden.